# Pedagógio
Pedagógio (em latim: Paedagogium) é como é chamado um dos edifícios do complexo do Palácio de Domiciano no monte Palatino localizado logo abaixo da êxedra da fachada do Palácio Augustano.

## História
No local ficava anteriormente a casa Gelociana (Domus Gelotiana) da republicana tardia, adquirida por Calígula. Logo depois, Domiciano transformou o local num anexo de seu grande palácio.
Era uma espécie de escola, destinada principalmente à formação de pajens imperiais, possivelmente das classes sociais médio-altas. O edifício atual é da época domiciana e foi escavado em 1857, por ordem de seu proprietário na época, o czar Nicolau I da Rússia.

## Descrição
O edifício é composto por duas filas de aposentos separados por um pátio: o aspecto moderno é resultado de uma restauração realizada com materiais reaproveitados do Palácio Augustano e somente uma das colunas é original. A norte está uma êxedra, não alinhada com o centro do edifício, circundada por nove ambientes, alguns dos quais com restos de pinturas no "terceiro estilo". Particularmente interessantes são os grafitos gravados nas paredes, entre os quais está o famoso "crucifixo asinino" (Grafite de Alexamenos) e a inscrição em grego "Alexamenos adora o [seu] deus", provavelmente uma zombaria com o nascente cristianismo, hoje conservado no Antiquário Palatino. Os nomes nestes grafitos são quase sempre em grego, pelo que se deduz que fossem de escravos. Está ali também a fórmula "exit de Paedagogio" ("saída do Paedagogio"), de se tirou o nome do local.
É bastante provável que ali fossem instruídos os escravos imperiais.

## Instituições
O Pedagógio era também onde se instruíam os filhos dos escravos destinados a servirem as classes mais abastadas, onde se ensinava a leitura e escrita. É possível que o Pedagógio tenha sido um elemento comum e característico de uma casa muito rica durante todo o período, com pedagógios (paedagogia) atestados da época de Tibério até Sétimo Severo. Não é claro, porém, qual o tipo de treinamento oferecido. Apesar do ensino das letras, mais frequentemente as fontes falam em instruções no preparo de alimentos e no serviço da copa e cozinha.